# Paurankirivier
De Paurankirivier  (Zweeds: Paurankijoki) is een rivier die stroomt in de Zweedse  gemeente Kiruna. De rivier verzorgt de afwatering van het water afkomstig van de hellingen van de Paurankiberg. Op de hellingen liggen nog twee waterbassins waaronder het Paurankilantto. De rivier stroomt oostwaarts weg en is circa 6 kilometer lang.
Afwatering: Paurankirivier → Torne → Botnische Golf